# مقشطة

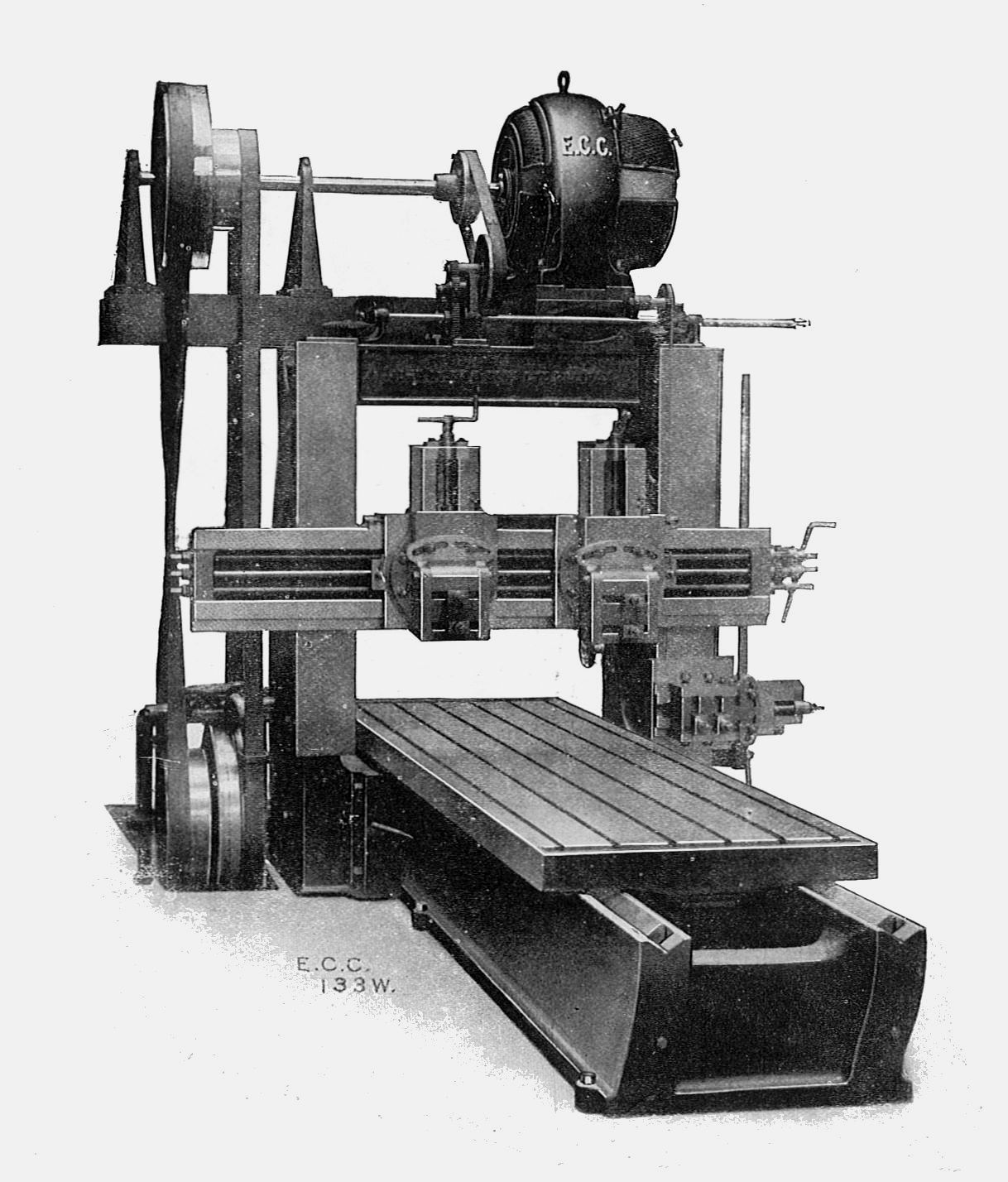
مقشطة نموذجية

المقشطة (بالإنجليزية: Planer)‏ هي آلة تشغيل لصنع الأدوات المعدنية تستخدم حركة خطية نسبية بين المشغولة وقلم القطع ذو الرأس الواحد لتشغيل مسارات خطية. ومبدأ القطع مشابه لمبدأ المخرطة، إلا أنها تقطع خطيا بدلا من لولبيا. المقشطة تشبه المقطشة النطاحة، لكنها أكبر وتتحرك فيها كامل المشغولة المثبتة على الطاولة تحت أداة القطع، بدلا من تحرك أداة القطع فوق المشغولة الثابتة. تتحرك طاولة القطع جيئة وذهابا تحت رأس القطع بواسطة ميكانيكية، مثل مسنن وجريدة مسننة، أو لولب السحب [الإنجليزية]، أو الإسطوانة الهيدروليكية.
تستخدم ماكينات القشط في عمليات تشكيل وتسوية المعادن ويوجد منها أنواع كثيرة مثل المقشطة العربة والمقشطة النطاحة والمقشطة الرأسية.

## المقشطة العربة
المقشطة العربة (بالإنجليزية: Planer)‏، يستخدم هذا النوع من ماكينات الكشط في الأعمال الثقيلة وخصوصًا عندما يكون السطح المراد تسويته طويلًا، ويشغل على هذه المقاشط في كثير من الأحيان عدد كبير من الأجزاء المتشابهة المتوسطة الحجم، فتثبت صفوفًا متعاقبة على عربة المقشطة وتسوى في وقت واحد.

### أجزاء المقشطة العربة
تتكون المقشطة العربة من:
1. هيكل صلب متين به فرش طويل عليه مجريان متوازيان طويلان أفقيان يكونان دليلا لحركة العربة (أي حركة القطع) وتعلو الفرش قائم مجهز عليها دليلان رأسيان يحملان جهاز تثبيت آلات القطع وجهاز أخر للتغذية.
2. عربة مستطيلة الشكل تتحرك حركة أفقية في اتجاه القطع على المجاري بالفرش وبها قنوات خاصة لتثبيت الأجزاء المراد كشطها بمسامير لهذا الغرض.
3. عارضة تتحرك عموديًا على مستوي العربة من أعلى إلى أسفل وبالعكس على دليلي القائم ويتحرك عليها بحركة أفقية جهاز أو أكثر لتثبيت أقلام الكشط.
4. جهاز لحركة التغذية يكتسب من الحركة الأساسية في المقشطة بحيث تعود أداة القطع (قلم قطع) لقطع الخط التالي الجديد في سطح الشغلة بحركة مقدارها سمك الخط في إتجاه أفقي وعمودي علي خط القطع.
5. جهاز لتحريك العربة ذهابًا بالسرعة المطلوبة للقطع وإيابًا بسرعة أكبر.

## المقشطة النطاحة
المقشطة النطاحة (بالإنجليزية: Shaper)‏ هي آلة تستخدم لتشكيل المعادن، و سميت بهذا الاسم لأنها تشبه في حركتها حركة نطح الكباش. وحركة القطع فيها حركة ترددية مستقيمة بشوط قصير، لذلك تستعمل في تسوية أسطح الأجزاء الصغيرة والمتوسطة.

### أجزاء المقشطة النطاحة
تتكون المقشطة النطاحة من:
1. هيكل صلب بأعلاه مجرى واحد أفقي بطول الهيكل يكون دليل حركة القطع.
2. رأس مستطيل يتحرك في مجري الهيكل ذهابا وإيابا مثبت في طرفه الأمامي جهاز لربط وتثبيت أداة القطع، وهذا الجهاز يشبه كثيرا جهاز ربط آلات مقشطة العربة إلا أن به ترتيبة خاصة لحركة تغذية رأسية.
3. جهاز لتحريك الرأس إلي الأمام ليحدث القطع أو الكشط و إلي الخلف بسرعة أكبر في الشوط العاطل وبه ترتيبة خاصة لتغيير طول الشوط ليوافق طول القطعة المراد قشطها.
4. منضدة مكعبة لتثبيت الجزء المراد قطعه مجهزة بمنجلة لربط الجزء المشغل بمسامير الربط. و يوجد بالمنضدة قنوات لتثبيت المنجلة أو تثبيت الجزء المشغل بمسامير الربط ويمكن لهذه المنضدة أن تتحرك في إتجاه أفقي أو رأسي لتوليد حركة التغذية.
5. جهاز لتحريك هذه المنضدة للتغذية يكتسب حركته من حركة الماكينة الأساسية.

## المقشطة الرأسية
(بالإنجليزية: Vertical Shaper)‏ تسمى هذه الماكينة بالمقشطة السكينة وحركتها كحركة المقشطة النطاحة إلا انها رأسية والغرض الأساسي منها هو كشط الأسطح المستوية المنحنية وكذلك فتح مجاري في تجاويف مراكز الطارات ومايشبهها لهذا هيأت منضدة هذه المقشطة بوسائل لتوليد حركة تغذية دائرية ومستقيمة وبذلك يمكن كشط أسطح مستوية منحنية.

### أجزاء المقشطة الرأسية
تتكون المقشطة الرأسية من:
1. هيكل عال به مجري رأسي يتحرك عليه رأس من أعلى إلى أسفل أثناء القطع وبالعكس أثناء الشوط العاطل.
2. رأس تتحرك على مجري الهيكل يوازنها ثقل ويثبت في طرفها الأسفل جهاز لربط اداة القطع به ترتيبه لخلوص أداة القطع لأثناء الشوط العاطل كما في حالة الأجهزة المماثلة في المقاشط السابق ذكرها.
3. منضدة مستديرة يمكن إدارتها حول مركزها ويمكن تحريكها أفقيا بحركتين متعاقبتين وهذه الحركة تكون حركة التغذية وبهذه الوسيلة يمكن الحصول علي أي مستوي منحني.
4. جهاز لتحريك الرأس رأسيا بسرعات مختلفة كما في حالة ماكينة الكشط الأفقية وآخر لتحريك المنضدة حركة التغذية حركة ذاتية.

## عناصر القطع في التشغيل بالمقاشط
في حالة المقشطة العربة فإن الحركة الرأسية للقطع نحصل عليها من الحركة الترددية للشغلة أما في حالة المقشطة النطاحة فإننا نحصل علي الحركة الرئيسية للقطع من أداة القطع. أما التغذية فتتم في حالة المقشطة العربة بواسطة حركة اداة القطع أما في الحالة الثانية المقشطة النطاحة فإن التغذية تتم بواسطة الشغلة المثبتة علي منضدة التشغيل، وفي كل مشوار من مشاوير التشغيل يتم إزالة جزء من الرايش وتكون سرعة مشوار الرجوع لأداة القطع أو العربة يعادل مرتين أو ثلاث مرات سرعة مشوار القطع.

## وصلات خارجية
- فيديو  يوتيوب  لمقشطة تعمل على يوتيوب
- مقطع آخر على  اليوتيوب  لمقشطة تعمل على يوتيوب